# Łukówiec (województwo lubelskie)
Łukówiec – wieś w Polsce położona w województwie lubelskim, w powiecie lubartowskim, w gminie Firlej.
Wieś szlachecka Łukowiec położona była w drugiej połowie XVI wieku w powiecie lubelskim województwa lubelskiego. Wieś wchodziła  w skład klucza kockiego księżnej Anny Jabłonowskiej. W latach 1975–1998 miejscowość administracyjnie należała do ówczesnego województwa lubelskiego.
Wieś stanowi sołectwo gminy Firlej. Według Narodowego Spisu Powszechnego (III 2011 r.) wieś liczyła 432 mieszkańców.
Według spisu powszechnego z roku 1921 miejscowość Łukowiec (Łukówiec) posiadała 82 domy i 524 mieszkańców.
Wierni Kościoła rzymskokatolickiego należą do parafii Wniebowzięcia Najświętszej Maryi Panny w Kocku.